# Gyíkfejűhal-félék

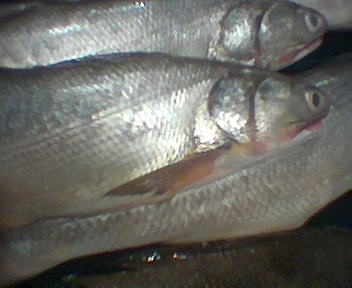
Elops machnata

A gyíkfejűhal-félék (Elopidae) a sugarasúszójú halak (Actinopterygii) osztályának és a gyíkfejűhal-alakúak (Elopiformes) rendjének egyik családja.

## Tudnivalók
A gyíkfejűhal-félék trópusi és szubtrópusi halak. A felnőttek a nyílt tengeren ívnak; az ivadékok a part menti brakkvizekbe vándorolnak. Táplálékuk kisebb halak és rákok. Általában 1 méter hosszúak és 10 kilogramm tömegűek. Szemüket részben zsírosszemhéj fedi. A halat, az ember halássza, de nem táplálkozási célból, mivel igen csontos. A halat megdarálva, egyéb tenyésztett halak táplálékául használja fel.

## Rendszerezés
A családba, csak 1 nem és 7 faj tartozik:
- Elops
  - Elops affinis Regan, 1909
  - Elops hawaiensis Regan, 1909
  - nyugat-afrikai gyíkfejűhal (Elops lacerta) Valenciennes, 1847
  - Elops machnata (Forsskål, 1775)
  - pajzsos gyíkfejűhal (Elops saurus) Linnaeus, 1766
  - szenegáli gyíkfejűhal (Elops senegalensis) Regan, 1909
  - Elops smithi McBride, Rocha, Ruiz-Carus & Bowen, 2010

### Fordítás
- Ez a szócikk részben vagy egészben  az   Elopidae című angol Wikipédia-szócikk fordításán alapul.  Az eredeti cikk szerkesztőit annak laptörténete sorolja fel. Ez a jelzés csupán a megfogalmazás eredetét és a szerzői jogokat jelzi, nem szolgál a cikkben szereplő információk forrásmegjelöléseként.